# Луиза Флечер
Луиза Флечер (енгл. Louise Fletcher; Бермингхам, 22. јул 1934 — Монтдураус, 23. септембар 2022) била је америчка глумица. Међународну славу је стекла филмом Милоша Формана, Лет изнад кукавичјег гнезда (1975), где је играла уз Џека Николсона.